# 2001–2002-es magyar női röplabdabajnokság
A 2001–2002-es magyar női röplabdabajnokság az ötvenhetedik magyar női röplabdabajnokság volt. A bajnokságban tizenhat csapat indult el, a csapatok az előző évi szereplés alapján két csoportban (Extraliga: 1-8. helyért, NB I.: 9-16. helyért) két kört játszottak. Az alapszakasz után az Extraliga 1-4. és 5-8. helyezettjei az addigi pontjaikat megtartva egymás közt még két kört játszottak, majd az 1-6. helyezettek és az osztályozó győztesei play-off rendszerben játszottak a végső helyezésekért. Az osztályozó vesztesei (melyben az Extraliga 7-8. és az NB I. 1-2. helyezettjei vettek részt) és az NB I. 3-4. helyezettjei egymás közt két kört játszottak a 9-12. helyért, míg az NB I. 5-8. helyezettjei az addigi pontjaikat megtartva egymás közt még két kört játszottak a 13-16. helyért.
Az előző évi második EGUT RC Eger nem nevezett a bajnokságra.

## Alapszakasz

### Extraliga
| #  | Csapat                             | M  | Gy | V  | Sz+ | Sz- | P  |
| -- | ---------------------------------- | -- | -- | -- | --- | --- | -- |
| 1. | BSE-FCSM                           | 14 | 13 | 1  | 39  | 6   | 27 |
| 2. | Szabolcsút-NRK Nyíregyháza         | 14 | 13 | 1  | 40  | 7   | 27 |
| 3. | V-fon-Jászberényi RK               | 14 | 10 | 4  | 31  | 16  | 24 |
| 4. | Architekton-Gödöllői RC            | 14 | 6  | 8  | 25  | 29  | 20 |
| 5. | Minor-Phoenix-Mecano-Kecskeméti RC | 14 | 6  | 8  | 22  | 27  | 20 |
| 6. | Vasas SC-Budai Tégla               | 14 | 4  | 10 | 16  | 34  | 18 |
| 7. | Atlant-Angyalföldi DRC             | 14 | 4  | 10 | 15  | 33  | 18 |
| 8. | Haladás VSE-F-Gradex               | 14 | 0  | 14 | 6   | 42  | 14 |

* M: Mérkőzés Gy: Győzelem V: Vereség Sz+: Nyert szett Sz-: Vesztett szett P: Pont

## Rájátszás

### 1–8. helyért
| #  | Csapat                             | M  | Gy | V  | Sz+ | Sz- | P  |
| -- | ---------------------------------- | -- | -- | -- | --- | --- | -- |
| 1. | Szabolcsút-NRK Nyíregyháza         | 20 | 19 | 1  | 58  | 9   | 39 |
| 2. | BSE-FCSM                           | 20 | 17 | 3  | 53  | 17  | 37 |
| 3. | V-fon-Jászberényi RK               | 20 | 12 | 8  | 38  | 30  | 32 |
| 4. | Architekton-Gödöllői RC            | 20 | 6  | 14 | 31  | 47  | 26 |
|    |                                    |    |    |    |     |     |    |
| 5. | Minor-Phoenix-Mecano-Kecskeméti RC | 20 | 11 | 9  | 38  | 30  | 31 |
| 6. | Vasas SC-Budai Tégla               | 20 | 8  | 12 | 30  | 41  | 28 |
| 7. | Atlant-Angyalföldi DRC             | 20 | 7  | 13 | 24  | 47  | 27 |
| 8. | Haladás VSE-F-Gradex               | 20 | 0  | 20 | 9   | 60  | 20 |

* M: Mérkőzés Gy: Győzelem V: Vereség Sz+: Nyert szett Sz-: Vesztett szett P: Pont
Osztályozó az Extraligáért: Atlant-Angyalföldi DRC–Szegedi DRE 3:1, 2:3, 0:3 és Haladás VSE-F-Gradex–Miskolci VSC-MÁV MTM 0:3, 0:3
Negyeddöntő: Szabolcsút-NRK Nyíregyháza–Miskolci VSC-MÁV MTM 3:0, 3:0 és BSE-FCSM–Szegedi DRE 3:0, 3:1 és V-fon-Jászberényi RK–Vasas SC-Budai Tégla 3:0, 3:0 és Architekton-Gödöllői RC–Minor-Phoenix-Mecano-Kecskeméti RC 3:1, 3:1
Elődöntő: Szabolcsút-NRK Nyíregyháza–Architekton-Gödöllői RC 3:0, 3:2, 3:0 és BSE-FCSM–V-fon-Jászberényi RK 3:0, 3:0, 3:0
Döntő: Szabolcsút-NRK Nyíregyháza–BSE-FCSM 2:3, 3:0, 3:0, 3:0
3. helyért: V-fon-Jászberényi RK–Architekton-Gödöllői RC 3:1, 3:0, 3:0
5–8. helyért: Minor-Phoenix-Mecano-Kecskeméti RC–Miskolci VSC-MÁV MTM 3:0, 1:3, 3:1 és Vasas SC-Budai Tégla–Szegedi DRE 3:1, 3:0
5. helyért: Minor-Phoenix-Mecano-Kecskeméti RC–Vasas SC-Budai Tégla 0:3, 3:2, 2:3
7. helyért: Szegedi DRE–Miskolci VSC-MÁV MTM 1:3, 0:3

### 9–12. helyért
9. Haladás VSE-F-Gradex 10, 10. BITT-Kaposvári NRC 10, 11. Atlant-Angyalföldi DRC 9, 12. Óbudai Kaszások-BVSC 7 pont.

### 13–16. helyért
13. Tatabányai Volán 32, 14. Kalocsai SE 31, 15. Szegedi NRC 25, 16. Ajka SE 23 pont.
Megjegyzés: A forrás az NB I. alapszakaszának és rájátszásának táblázatait nem tartalmazza.